# Fudzsimura Sinicsi
Fudzsimura Sinicsi (藤村 新一; Hepburn: Fujimura Shin'ichi) japán amatőr régész, aki azt állította, hogy nagyszámú kőleletet talált, amelyek a korai paleolitikum és a középső paleolitikum időszakából származnak. Ezekről a tárgyakról később kiderült, hogy hamisítványok.

## Karrier
Fudzsimura 1950. május 4-én született Kamiban. Miután elvégezte a középiskolát Szendaiban, egy vállalatnál helyezkedett el. Gyermekkora óta érdekelte a régészet, amikor Dzsómon-kori kerámiaszilánkokat talált a háza hátsó udvarában.
1972-ben elkezdett régészetet tanulni, és szabadidejében paleolitikus leleteket keresett. A következő néhány évben Fudzsimura hírnévre tett szert a szendai-i amatőr és akadémiai régészek körében, majd 1975-ben kinevezték a Sekki Bunka Kenkyukai szervezet (石器文化硏究会, szó szerinti fordításban kőszerszámkultúra-kutató egyesület) vezetőjévé. Fudzsimura számos paleolitikus kőleletet fedezett fel és tárt fel Mijagi prefektúrában, például a Zazaragi lelőhelyen 1981-ben, a Nakamine C lelőhelyen 1983-ban és a Babadan A lelőhelyen 1984-ben. A réteg keresztdatálási vizsgálata alapján ezeket a kőeszközöket körülbelül 50 000 évesre becsülték.
Vezető amatőr régészként alapozta meg hírnevét, mivel a leletek nagy részét saját maga találta meg. Még az "isteni kezű" régészként is ismertté vált. Eme sikerei után 180 régészeti ásatáson vett részt Észak-Japánban, és szinte mindig talált olyan leleteket, amelyek kora egyre öregebb lett. Felfedezései alapján a japán paleolitikum történetét mintegy 300 000 évre tágította. A legtöbb régész nem kérdőjelezte meg Fudzsimura munkáját, és ez a felfedezés bekerült a történelem tankönyvekbe. Később igazgatóhelyettesi állást kapott a Tohoku Paleolitikai Intézet nevű magán civil szervezetnél.

## Kritika
Az archeológusok egyetértésével ellentétben néhány geológus és antropológus állította, hogy a felfedezés maga kétes, és nem egyezik a helyszínek geológiai mintáival. Tosiki Takeoka a Kjoricu Női Egyetemen tette közzé az alábbi cikket:.
|  | „A kőleletek, amik a japán felső paleolitikus lelőhelyeken kerültek elő, akárcsak a Kamitakamori lelőhelyen különböznek a felső paleolitikus kövek jellemzőitől ... Több hasonlóságot mutatnak a dzsómon-kori kőszilánkokhoz alakjukban vagy készítési módjukban ... Ez a lelőhely és a régészeti leletek kétségtelenül eltérnek a normálistól, egyfajta OOPart.” |
|  | |

Oda Sizuo és Charles T. Keally is megemlítettek néhány sajátosságot a cikkükben:.
|  | „Miután beszéltünk a főbb kutatókkal, Okamurával és Kamatával, és alaposabban átnéztük a publikációkat és a kőzeteket, megállapítottuk, hogy nincs bizonyított emberi eredetű forrás i.e. 30.000-ből a Mijagi prefektúrában. Okamura, Kamata és a többi mijagi-i régész állítása, miszerint korai paleolitikai leleteket találtak, hibás kutatómunka és kétes következtetések eredménye.” |
|  | |

## Leleplezés
2000. október 23-án Fudzsimura és csapata bejelentette, hogy újabb leletet találtak a Cukidate város melletti Kamitakamori lelőhelyen. A leleteket 570 000 évesre becsülték.
2000. november 5-én a Mainicsi Simbun című újság képeket közölt Fudzsimuráról, amint gödröket ás és elássa a leleteket, amelyeket csapata később talált. A képek egy nappal a lelet bejelentése előtt készültek. Fudzsimura az újságnak adott interjúban elismerte a hamisítást.
Fudzsimura még aznap sajtótájékoztatón beismerte tettét és bocsánatot kért. Azt mondta, hogy "egy fékezhetetlen késztetés szállta meg." A saját gyűjteményéből származó leleteket olyan rétegekbe helyezte, amelyek korábbi dátumokat jeleztek volna. Kamitakamoriban 65 leletből 61-et ő ültetett el, korábban pedig a Szosin Fudozaka lelőhelyen, Hokkaidóban található összes kőzetet ő ültette el. Azt állította, hogy ezeken kívül máshova nem ültetett semmit.
A Japán Régészeti Egyesület kizárta Fudzsimurát a tagjai közül, különleges nyomozócsoportja pedig három évet töltött azzal, hogy tisztázza az igazságot. A jelentésből kiderült, hogy szinte az összes lelet, amelyet Fudzsimura talált, az ő kitalációja volt.

## Lásd még
- A paleolitikum Japánban
- Paleolitikum-átverés Japánban
- Piltdowni ember
- Würzburgi hazugságkövek

## Fordítás
- Ez a szócikk részben vagy egészben  a   Shinichi Fujimura című angol Wikipédia-szócikk fordításán alapul.  Az eredeti cikk szerkesztőit annak laptörténete sorolja fel. Ez a jelzés csupán a megfogalmazás eredetét és a szerzői jogokat jelzi, nem szolgál a cikkben szereplő információk forrásmegjelöléseként.

## Külső hivatkozások
- Japanese Archeology, Weboldal, létrehozta Charles T. Keally
- 前・中期旧石器問題関連文書総覧, 日本考古学協会